# Donald Ayler
Pour les articles homonymes, voir Ayler.
Donald Ayler - parfois appelé Don Ayler - est un trompettiste américain, né le 5 octobre 1942 à Cleveland (Ohio mort en 7 novembre 2007 à Northfield (Ohio)),
Il est le frère cadet du saxophoniste Albert Ayler. Tous deux sont des musiciens représentatif du free jazz

## Biographie
Donald Ayler étudie le saxophone puis la trompette au « Cleveland Institute ». II joue dans le groupe Charles Tyler, puis, de mars 1965 à février 1968, dans celui de son frère Albert Ayler. En 1970, après la mort ce dernier, il interrompt presque totalement sa carrière. Dans les années 1980, on peut cependant encore parfois l'entendre à la tête de ses propres formations (cf.lien).